# Sukkulente Euphorbien
Sukkulente Euphorbien (abreviado Sukk. Euph. o Sukkul. Euphorb.) es un libro con ilustraciones y descripciones botánicas que fue escrito por el botánico alemán Alwin Berger. Fue publicado en el año 1906, con el nombre de Illustrierte Handbücher sukkulenter Pflanzen: Sukkulente Euphorbien. Beschreibung und Anleitung zum Bestimmen der kultivierten Arten, mit kurzen Angaben über di Kultur. Stuttgart.